# 에바라 마사시
에바라 마사시(일본어: 江原 正士)는 일본의 남성 성우, 배우, 나레이터이다. 황소 자리로 아오니 프로덕션 소속이다.

## 개요
경력
도쿄도립 치토세오카 고등학교 졸업. 학창시절 찰스 채플린의 영화를 보면서 그를 동경하면서 예능의 길을 꿈꾼다. 처음에는 배우가 아닌 영화감독에 뜻을 두고 있었고 취미로 8밀리 영화를 찍고 있었다. 어느 날, 감독업을 배우고자 긴자에 있던 토호(東寶)의 사무소를 방문하여 하마마츠(浜松)쵸의 토호연예아카데미를 소개받는다. 그리고 그곳이 배우 양성소라는 것을 입소 후에 알지만 계속 다녔다.
그런 때, 영화감독 야마모토 카지로에 의한 강의로, 영화 「상선 테나시티」의 한 장면을 여배우 지망의 학생이 방송읽기로 연기한 후, 그 야마모토가 참고로서 실연한 모습이, 연배였음에도 불구하고 그 자리에 있던 여성들보다 제일 여성답게 보여, 그 표현의 훌륭함에 놀람과 동시에 「표현이란 무엇인가」라고 생각해 연극을 공부하려고 결정해. 여러 가지의 여성들보다 제일 여성스럽게 보여, 그 사이좋게 보여지는 사이사이에 따라잡는 [마이데]를 [무대로]를. 어느날, 무대 「리처드 3세」를 관람한 날이 학생의 관람일로, 학생투성이로 소란스러운 회장을 조용하게 하는 그 표현 방법의 굉장함에 재차 감동하여, 마음이 무대를 향하여 뮤지컬 노선 전환전에서 신극도 상연하고 있던 극단 사계의 오디션을 받아 합격, 소속한다. 아사리 게이타로부터는 에하라가, 「사계절의 연극과는 정반대의 연극한다」라고 기쁜 듯이 말했다고 한다. 거기서 대사의 발성법 등 연기의 기초를 닦고, 극단의 일로 「애송이 이야기」의 롤리역을 연기해 성우에 데뷔했다. 그 사이에 연극한 무대에서의 니시다 도시유키의 연기에 감동해, 약 3년간 재적한 사계를 탈퇴하고 극단 청년좌 영화 방송부로 이적한다. 영화 방송부였기 때문에 주로 출연하고 있던 무대는 청년좌가 주최하는 청년좌 극장의 공연이 아니라, 지방 순회 공연한 오가타켄 주연의 「왕장」이나 진보 토모코·이가와 히사시·니시다 토시유키 출연의 「세츄안의 선인」 등 당시 청년좌의 프로듀서였던 가나이 아키히사가 기획·제작한 작품, 그 외 민음이나 노연 등의 연극 감상 단체가 기획·중이었다.
그 후 청년좌를 탈퇴해 1981년부터 극단원이 더빙 성우로 활약하는 일이 많은 극단 스바루에 소속되어 , 스바루의 공연이나 상업 연극 등의 무대 배우로서 활동하는 한편, 배우로서 대하드라마나 2시간 드라마 등에 출연하거나 영화의 더빙 등 성우로서도 본격적으로 활동을 시작한다. 더빙 작품수가 급격하게 증가하기 시작하여, 수록하는 과정에서 아침부터 밤까지 스튜디오에 들어가는 일이 많아지는 등, 성우의 일의 비중이 커졌기 때문에 무대에의 출연이 감소했다. 1990년에 스바루를 탈퇴해 81프로듀스에 소속되고 나서는 주로 성우로서 활동해 2017년 1월에 퇴소. 후지TV에서 월요일 심야에 방송되던 『2개국어』에는 첫 방송으로 출연해, 매회 1편의 해외영화를 소개한 후 그 중의 대사를 다루어 프로그램의 독자적인 번역으로 해설 진행하는 캐스터를 1994년부터 2002년까지 8년간 맡았다.
2017년 5월 1일자로 아오니 프로덕션에 소속되었다.
특색
음역은 바리톤이다.
역을 만들어내는 진지한 역할부터 코믹컬한 역할, 명랑한 역할부터 냉혹무도한 악역까지, 역을 불문한 다채로운 연기력을 가진다. 외화 더빙, 애니메이션 등 매체를 막론하고 폭넓게 출연한다.
수많은 외화 더빙 작품에 출연하고 있으며, 주인공인 톰 행크스를 비롯해, 로빈 윌리엄스, 빌 말리, 웨슬리 스나입스, 윌 스미스, 빈스 본, 브루스 캠벨 등을 담당하고 있다. 과거에는 에디·머피나 앤디·가르시아, 알렉·볼드윈, 니콜라스·케이지, 빌·팍스턴, 커트·러셀등의 더빙도 담당했었다.
일반적인 이야기의 스피드보다 빨리 말할 수도 있기 때문에 , 평상시의 스피드를 가정해 번역되고 있는 대본에서는 대사가 부족해지는 경우가 많고, 그 때는 대사를 현장에서 더하거나 스스로 더하거나 한다고 한다. 애드리브도 특기로, 수많은 작품에서 선보이고 있는. 연기하는 목소리의 높이는 교육이라고 불리는 연기 준비 단계에서 결정하고, 그 다음은 장면마다 바꾸는 일은 없다고 하며, 그 이유를 [목소리의 높이에 집착하여, 전하고 싶은 뉘앙스가 날아가 버리는 것을 피하기 위해서]라고 말했다. 그 밖에 [터미네이터 2]의 높은 곳에 집착하여, 그 이유는 [목소리의 높이에 집착하여, 점점 더 조용하고, 전해지는 것을 느끼기 때문에, 조용한 뉘앙스가 날아가는 것을 피하기 위해, 조용한 역할을 한다.
더빙에 관하여
더빙을 연기할 때는, 연기하기 전에 배우의 일을 충분히 리서치 한 다음 연기를 한다. 역이 들어오는 방법으로서 대본이 도착하고 나서 몇 번이나 반복해서 읽다 보면 점점 연기하고 있는 배우가 될 수 있고, 또한 거기에서 그 배우가 연기하려고 하는 캐릭터가 될 수 있다고 말했다. 실전을 위한 연습방법으로서 대본을 각 장면마다 집중적으로 보고, 화면을 보면서 대사를 말할 수 있도록 하고 있다고 한다. 또 더빙할 때는 단지 배우의 입모양과 리듬을 맞추는 립싱크만 중시하는 것이 아니라 [드라마성도 잃지 않도록 하는 것], [드라마를 다시 만드는] 자세가 중요하다고 말하고 있다.
수록에서는 라이브 수록이라고 하는 복수의 성우가 흥정으로 연기하는 것을 좋아한다고 한다. 라이브 수록시의 감각이 재즈의 그루브감에 가까워 자신과 영상과 상대가 삼위일체가 되어 호흡하고, 그것이 맞는 순간에 그루브가 태어난다고도 말하고, 연기하고 있는 그 상대에게 감동한다고 한다. 혼자서 수록하는 것이 많아진 현재에도 라이브 녹화를 의식해, 몇 번이나 수록하는 일이 있다고 한다.더빙 제작은 1편의 작품을 창작하는 것과 동일한가 라는 질문이 되었을 때는 연극의 리얼리티를 파헤친다고 하는 의미에서는 완전한 창작이라고 말했다. 게다가 더빙은 스탭과 캐스트의 팀으로서 제작하는 것으로 자신들은 [최초의 데이터 만들기]를 확실히 듣고 있는 쪽에서도, 그 후 믹서 등 스탭의 손에 의해 제작되고 있는 것으로도 [최초의 데이터 만들기]와 같이 만들어지는 것]을 맡고 있다.
후지TV에서 방송되고 있던 「골든 외화 극장」에서는 여러 가지 역의 더빙을 담당하고 있었지만, 2번째 역은 더 젊은 시절에 하고 싶었다고 말하고 있다. 그 중에서도 '인터뷰 위드 뱀파이어'의 톰 크루즈를 담당하게 되었을 때는 평소 담당하는 일이 없는 타입이기 때문에 초조했다고 하며, 이 역에 대해 본인은 '(뱀파이어라는) 귀신'으로 명쾌하게 말하고 있다고 한다. 그러나 개성파 배우를 담당하는 경우가 많고 정통파 미남 배우를 담당하는 경우가 적다. 골든 영화극장에서 연기한 가운데 마음에 드는 작품은 제임스 우즈의 아득한 나날과 로빈 윌리엄스의 굿모닝 베트남이라고 답했다.전자는 말을 많이 한 최초의 작품으로 원어에서도 애드리브가 많았기 때문에 더빙에서도 꽤 대사를 더했다고 하며, 강원 본인은 우즈의 최고 걸작이라고 말하고 있다. 후자는, 미국의 정의를 표현하기 위해 「우리는 너희를 도우러 왔다!」라고 하는 대사를 애드리브로 넣어 그것이 방송에 사용된 것이 기뻤다고 한다.

## 출연작

### TV 애니메이션
1979년
- 작은 아씨들

1987년
- 트랜스포머 더 헤드마스터즈 (스캐터샷 / 컴퓨티콘, 윙스팬)
- 갑작스레 다곤 (지잠)
- 그림명작극장 (악마)
- 마신영웅전 와타루 (썬더 블루, 이모가와 단총로)
- 미스터 아짓코 (스기모토)

1989년
- 마동왕 그랑죠트 (미러맨 대장)
- 도라에몽 (TV아사히판 제1기) (야스오)

1990년
- 날아라! 호빵맨
- 달려라 부메랑 (아일톤 우르세나)
- 신비한 바다의 나디아 (곤잘레스)
- 뾰로롱 꼬마마녀 (통행인)
- 로빈홋의 대모험 (알윈)

1991년
- 호리 (냥기라스, 무키무키만)
- 시티헌터 91（林張謀）
- 요술공주 밍키
- 요코야마 미츠테루 삼국지 (순욱〈초대〉)

1992년
- 어이!료마 야마우치 요도
- 칼리메로
- 치로린 마을 이야기
- 엄마는 초등학생 4학년
- 웃는 세일즈맨 (와리이 간조, 미요시, 식당 아버지)

1993년
- 정글의 왕자 타잔(아란)
- 닌자보이 란타로 (쿠사이 헤이시로 <초대>, 젊은 시절의 류오마루 <초대>)
- 달의 요정 세일러문(키랄)
- 포코냥（木の葉シゲル、チンプク）

1994년
- 맡겨줘 스크랩퍼즈
- 떴다! 럭키맨 (TV아나운서)
- 유유백서 (요미)

1995년
- 짱구는 못말려
- 꾀돌이 삼총사

1996년
- 용사 라이딘
- 폭주형제 렛츠고!!(츠치야 박사)
- 양동이에 밥（ズブロフスキー）

1997년
- EAT-MAN (볼트 크랭크)
- 미소의 세상 (문드래곤)
- 아이들의 장난감 (릭, 버나뎃 핑크)
- 명탐정 코난 (엔도 케이고, 미카사 유지)
- YAT 안심! 우주여행 (캘거리)

1998년
- EAT-MAN'98 (볼트 크랭크)
- 성방무협 아웃로스타
- 포포로크로이스 이야기

1999년
- 카우보이 비밥 (앤디 폰 데 오니아테)
- 주베이짱 (칸자키 우고로, 칸자키 사노요)
- 가자! 우주전함 야마모토 요코（メオ・トロルのフーリガー）
- 포켓몬스터
- 마스터 키튼 (장고)

2000년
- 기교기전 히오우전기 (무원)
- 왕부리 팅코 (교료메)
- 은장기공 오디안 (베르드로)
- 사쿠라 대전 (칸자키 시게키)
- 주간 스토리랜드 (리더 내레이션)
- 러브히나 (마에하라 시노부의 아버지)

### 극장용 애니메이션
- 월-E-오토
- 신비한 바다의 나디아 극장판-과학기자
- 로빈 후드: 도둑들의 왕자-로빈 후드
- 미녀와 야수-루미에르
- 피노키오-지미니 크리켓
- 키즈모노가타리 II 열혈편
- 곶의 마요이가

### OVA
- 자이언트 로보-고우
- 뱀파이어 헌터 OVA-비샤몬

### 게임
- 킹덤하츠 시리즈-루미에르
- 죠죠의 기묘한 모험 올스타 배틀-모하메드 압둘

### 더빙

#### 담당배우
앨릭 볼드윈
- 겟어웨이: 끝없는 도주(1994년) - 도쿠 맥코이 ※소프트판
- 섀도우 (1995 년) - 라몬트 크랜스턴 = 섀도우 ※ 소프트 버전
- 차가운 달을 품은 여자(1996년) - 제드 힐 ※TV 도쿄판
- 겟타웨이(1997년) - 도쿠 맥코이 ※TV 아사히판
- 머큐리 라이징(1999년) - 니콜라스 쿠드로 ※소프트판
- 붉은 10월(1999년) - 잭 라이언 ※TV 아사히판
- 토마스와 마법 기차 (2000년) - Mr.컨덕터

앤디 가르시아
- 언터처블 - 조지 스톤 ※후지TV판
- 리틀 빅 히어로(1993년) - 존 바바 ※소프트판
- 대부 3(1994년) - 빈센트 만시니 ※후지TV판
- 덴버에 죽을 때(1996년) - "성인" 지미
- 블랙 레인(1996년) - 찰리 빈센트 ※후지TV판
- 큰 도둑 작은 도둑(1997년) - 루벤 파르티다 마르티네스 / 로버트 마틴
- 히어로 구두를 잃어버린 천사(1997년) - 존 바바 ※닛폰TV판

윌리엄 애서턴
- 천국으로부터의 복수 (불명) - 콜트 반 오언 ※TV 도쿄판
- 다이 하드 (1989년) - 리처드 손버그 ※소프트판
- 다이 하드 2 (1990년) - 리처드 손버그 ※소프트판
- 다이 하드 2 (1994년) - 리처드 손버그 ※TV 아사히판 (일본어 더빙 완전판 Blu-ray BOX에 수록)

윌 스미스
- 맨 인 블랙(1998년) - 제임스 대럴 에드워즈 = 에이전트 J ※소프트 버전
- 맨 인 블랙 2(2002년) - 제임스 대럴 에드워즈 = 에이전트 J ※ 극장 공개판 (소프트 수록)
- 샤크 태일(2004년) - 오스카 ※예고편만
- 행복의 힘 (2007년) - 크리스 가드너 ※소프트판
- 아이엠 레전드 (2008년) - 로버트 네빌 ※소프트 버전
- 핸콕 (2008년) - 로버트 핸콕
- 맨 인 블랙 3 (2012년) - 제임스 대럴 에드워즈 = 에이전트 J ※극장 공개판 (소프트 수록)
- 제미니맨 (2019년) - 헨리 브로건 [153] ※극장 개봉판

윌럼 더포
- 스피드2(1998년) - 존 가이거 ※소프트판
- 처형자(2001년) - 폴 맥시밀리안 스메커
- 밥 클레인 쾌락을 안 TV 스타 (2004년) - 존 헨리 카펜터 (영어판)
- 처형인 2 (2010년) - 폴 맥시밀리안 스메커
- 데이브레이커(2011년) - 라이오넬 코맥

빈스 본
- 피구(2005년) - 피터 라 플뢰르
- 허니 VS. 달링 2년차 밀당(2007년) - 게리 그로보스키
- Mr. & Mrs. 스미스 (2010년) - 에디 ※ TV 아사히판 (일본어 더빙 완전판 BD 수록)
- 외계인 버스터스 (2013년) - 밥 매컬리스터
- 더 스위치 (2021년) - 버니 개리스 / 브리스 필드 부처 [154]

웨슬리 스나이프스
- 데몰리션 맨(1994년) - 사이먼 피닉스 ※소프트판
- 머니 트레인(1996년) - 존 ※소프트판
- 데모리션맨(1997년) - 사이먼 피닉스 ※TV 아사히판 (일본어 더빙 음성 추가 수록판 블루레이에 수록)
- 더 팬(1998년) - 바비 레이번 ※TV 아사히판
- 드롭 존(1998년) - 피트 네십 ※TV 아사히판
- 데스 게임 2025(1999년) - 오비케 픽스
- 백악관의 음모(1999년) - 할란 리지스 ※TV 아사히판
- 원 나이트 스탠드(1999년) - 맥스 칼라일
- 추적자(2001년) - 마크 셰리단 ※TV 아사히판
- 머니 트레인(2001년) - 존 ※TV 아사히판
- 페이스 인 러브(2002년) - 프랭클린 스위프트
- 데드록(2004년) - 먼로 허첸스
- 익스펜더블스 3 월드 미션 (2015년) - 닥터 "덕" 데스 [50]
- 루디 레이 무어 (2019년) - 더빌 마틴
- 어린왕자 뉴욕으로 가다2 (2021년) - 이지 장군 [155]

에디 머피
- 이상한 관계 (불명) - T.M. 세탁 중위 ※ 텔레비전 버전 (DVD 수록)
- 베벌리 힐즈 컵 3(1995년) - 액셀 폴리 ※소프트판
- 너티 프로페서 클램프 교수의 경우(1997년) - 클램프 교수 / 버디 등 ※소프트판
- 뱀파이어 인 브루클린(1998년) - 막시밀리안 / 폴리 목사 / 구이드 ※비디오판
- 닥터 도리틀(1999년) - Dr. 도리틀 ※소프트판
- 빅무비 (2000년) - 키트 / 지후
- 에디&마틴의 도주 인생(2001년) - 레이 깁슨
- 닥터 도리틀 2(2001년) - Dr. 도리틀 ※소프트판
- 너티 프로페서2 클램프 집안의 면면 (2001년) - 클램프 교수 / 버디 등 ※소프트판
- 데이브는 우주선(2009년) - 데이브 민찬 / 선장
- 에디 머피의 극적 일주일 (2009년) - 에반 다니엘슨

에릭 로버츠
- 스페셜리스트(1995년) - 토마스 레옹 ※소프트판
- 헤븐스 프리즈너(1996년) - 바바 락 ※비디오판
- 쥬라기 시티(2002년) - 짐 태너
- DOA / 데드 오어 얼라이브 (2007년) - 빅터 도노반

커트 러셀
- 바닷바람의 장난(1993년) - 딘 프로핏 ※TBS판
- 데킬라 선라이즈(1993년) - 닉 프레시아 ※후지TV판
- 스타게이트(1996년) - 잭 오닐 대령 ※후지TV판
- 이스케이프 프롬 L.A. (2000년) - 스네이크 프리스킨 ※후지TV판

제임스 우즈
- 살바도르/아득한 나날(1989년)-리처드 보일 ※후지TV판
- 특공 썬더볼트 작전(1989년) - 새미 버그 ※텔레비전판 (DVD 수록)
- 유도심문(1996년) - 다니엘 데이비스
- 미래사이언스(2014년) - 네비게이터 ※디스커버리 채널

짐 캐리
- 에이스 벤츄라(1994년) - 에이스 벤추라
- 에이스 벤츄라2 / 짐 캐리의 에이스에게 맡겨라! (1996년) - 에이스 벤추라
- 케이블 가이 (1997년) - 케이블 가이

조 판톨리아노
- 배드 보이즈(1996년) - 하워드 경감 ※소프트판
- 바운드(1998년) - 시저 ※소프트 버전
- 배드 보이즈 2 배드 (2004년) - 하워드 경감 ※소프트판
- unknown / 안노은 (2006년) - 묶여있는 남자
- 배드 보이즈 포 라이프 (2020년) - 하워드 경감 [156]

존 C. 라일리
- 스테이트 오브 그레이스(1991년) - 스티비 맥가이어 ※비디오판
- 워크 하드 록으로의 계단(2008년) - 듀이 콕스
- 우리 스텝 브라더스 - 의형제 - (2009년) - 데일 도벅
- 배드 트립! 사라진 NO.1 세일즈맨과 사상 최악의 대리 출장(2012년) - 딘 지글러

존 트래볼타
- 페이스/오프(2000년) - 숀 아처 ※후지TV판
- 매드 시티 (2001년) - 샘 베일리 ※후지 TV판
- 엄마가 남긴 러브송(2007년) - 바비 롱

스탠리 투치
- 베토벤(1995년) - 버논 ※니혼TV판
- 리스트란테의 밤(1997년) - 세컨드
- 라비린스 헤어나올 수 없는 두 사람(2015년) - 프레드

스티브 구튼버그
- 쓰리멘&베이비(1991년) (마이클 켈럼) ※후지TV판
- 외동딸2 (1997) (로저 캘러웨이) ※소프트 버전
- 캐스퍼: 탄생편(1997년) (팀 칼슨)

대니얼 볼드윈
- 사이킥 타깃(1999년) - 폴 하퍼
- 판도라 프로젝트(1999년) - 존 레이시
- 와일드 그리즐리(2000년) - 할란 애덤스

찰리 신
- 월 스트리트(1991년) - 버드 폭스 ※후지 TV판
- 하트에 불을 붙여(1991년) - 밥 ※소프트판
- 메이저리그 2(1995년) - 리키 본
- 킹 오브 할리(1996년) - 댄 색슨 ※TV 도쿄판

테드 댄슨
- 다시 한번(1990년) - 래리 코진스키
- 클리프 쇼(1992년) - 해리 웬트워스 ※텔레비전판
- 메이드 인 아메리카(1994년) - 헐버트 "헐" 잭슨

톰 행크스
- 포레스트 검프 / 일기 1회(1995년) - 포레스트 검프 ※소프트판 (강원 최초의 행크스 더빙 [14])
- 아폴로 13(1996년) - 짐 라벨 ※소프트판
- 만나면(1997년) - 샘 볼드윈 ※후지TV판
- 라이언 일병 구하기(1999년) - 존 H 밀러 대위 ※소프트판
- 그린 마일 (2000년) - 폴 엣지 컴 ※소프트 버전
- 포레스트 검프/일기일회(2000년)-포레스트 검프 ※후지TV판
- 유 거트 메일(2001년) - 조 폭스 ※후지TV판
- 그린 마일(2002년)-폴 에지컴 ※후지 TV 판
- 아폴로 13 (2003년) - 짐 라벨 ※후지TV판
- 캐치 미 이프 유 캔 (2003년) - 칼 핸래티 수사관
- 로드 투 퍼디션(2003년) - 마이클 설리번
- 플라네타리움 프로그램 밤하늘 패스포트 (2004년) - 내레이션
- 레이디 킬러즈(2004년) - 고스웨이트 히긴슨 도어 교수
- 터미널 (2005년) - 빅터 나보르스키 ※소프트 버전
- 워킹 온 더 문 3D(2006년) - 내레이터 ※극장 개봉판
- 다빈치 코드 (2006년) - 로버트 랭든 극장 공개판 (소프트 수록)
- 더 심슨 MOVIE(2007년) - 톰 행크스 본인 ※극장 공개판 (오리지널 캐스트판에서도 담당)
- 터미널(2008년) - 빅터 나보르스키 ※후지TV판
- 찰리 윌슨스 워 (2008년) - 찰리 윌슨
- 다빈치 코드 (2009년) - 로버트 랭든 ※후지TV판
- 천사와 악마 (2009년) - 로버트 랭든 극장 공개판 (소프트 수록)
- 너무 시끄럽고 말도 안 되게 가깝다(2012년)-토마스 셸
- 캡틴 필립스 (2013년) - 리처드 필립스 (영어판) [157] ※ 극장 공개판 (소프트 수록)
- 링컨 대통령 암살의 진상 (2013년) - 내비게이터/내레이터 ※내셔널 지오그래픽 채널판 (DVD에는 미수록)
- THE '70s/텔레비전 네트워크(2016년)-본인 ※스타 채널판
- THE '70s/뮤직 레볼루션 (2016년) - 본인 ※스타 채널판
- 브리지 오브 스파이 (2016년) - 제임스 도노반
- 인페르노 (2016년) - 로버트 랭든 극장 공개판 [158] (소프트 수록)
- 왕을 위한 홀로그램(2017년) - 앨런 클레이
- 더 써클 (2018년) - 이몬 베일리
- 펜타곤 페이퍼스 / 최고 기밀문서 (2018년) - 벤 브래들리
- 그레이하운드(2020년) - 어니스트 클라우스
- 행복으로 가는 길 (2020년) - 프레드 로저스 [159]
- 허드슨 강의 기적 (2020년) - 체슬리 "샐리" 샐런버거 ※더 시네마판 [160]
- 이 망막한 황야에서 (2021년) - 제퍼슨 카일 키드
- 브레인 게임 스타의 두뇌 챌린지! (2021년) - 본인 ※내셔널 지오그래픽판
- 핀치 (2021년) - 핀치 와인버그

니콜라스 케이지
- 아파치 (1993년) - 제이크 프레스턴 ※TV 아사히판
- 당신에게 내리는 꿈(1994년) - 찰리 랭
- 언짢은 붉은 장미(1995년) - 더그 체즈닉
- 8mm (1999년) - 톰 웰스
- 앤트블리 (2006년) - 족

하비에르 바르뎀
- 고야의 유령 (2009년) - 로렌조 수도사
- 먹고, 기도하고, 사랑을 하고(2011년) - 펠리페
- 악의 법칙 (2013년) - 라이너 ※극장 공개판 (소프트 수록)

피어스 브로스넌
- 테러리스트 게임2/위험한 표적(1999년)-마이클 그레이엄 ※후지TV판
- 토마스 크라운 어페어 (2000년) - 토마스 크라운 ※소프트판
- 007 투모로 네버 다이(2001년) - 제임스 본드 ※후지TV판 (TV 더빙 첫 수록 특별판 DVD에 수록)

피터 맥니콜
- 앨리 my Love(1998년) - 존 케이지
- 빈 (2000년) - 데이비드 랭글리 ※후지TV판
- CSI:사이버 (2015년) - 사이먼 시프터

빌리 제인
- 데인저 존(1998년) - 릭 모건
- 타이타닉(2001년) - 캐든 호클리 ※후지TV 구판[주 7]
- 인빈서블(2003년) - 오스

빌 팩스턴
- 프레데터 2 (1991년) - 제리 램버트 ※ 소프트 버전
- 외계인 2 (1992년) - 윌리엄 허드슨 ※비디오·DVD판
- 프레데터 2 (1994 년) - 제리 램버트 ※ TV 아사히 판 (일본어 더빙 완전판 Blu-ray BOX 수록)
- 트루라이즈(1995년) - 사이먼 ※소프트판

빌 머리
- 파라다이스 아미 (1989년) - 존 윙거 ※텔레비전판 (에하라 첫 머레이 더빙 [54])
- 3명의 고스트(1991년) - 프랭크 크로스 ※후지TV판
- 고스트 버스터즈 2 (1992년) - 피터 벤크만 박사 ※후지TV판 (일본어 더빙 완전 수록판 Blu-ray BOX 수록)
- 사랑에 빠지면 (1993년) - 프랭크 마일로
- 에드 우드 (1995년) - 버니 브렉킨리지
- 작은 선물(1997년) - 잭 코클란
- 킹핀/스트라이크로 가는 길(1998년) - 어니 "빅 언" 맥크라켄 ※비디오판
- 스페이스 잼(1998년) - 본인
- 너무 몰랐던 남자(1999년) - 월리스 리치
- 와일드 싱스(1999년) - 켄 보우덴 ※소프트판
- 크레이들 윌 록(2001년) - 토미 크릭쇼
- 찰리즈 엔젤(2001년) - 존 보슬리 ※소프트판
- 사랑도 통역이 되나요? (2004년) - 밥 해리스
- 다즐링 주식회사(2008년) - 비즈니스맨
- 빈센트가 알려준 것(2016년) - 빈센트 매켄나
- 모뉴먼츠 맨: 세기의 작전(2016년) - 리처드 캠벨
- 온더락(2020년) - 펠릭스

브루스 캠벨
- 스파이더맨(2002년) - 링아나
- 스파이더맨 2(2004년) - 스노우티 어셔
- 스파이더맨 3(2007년) - 프렌치 레스토랑 지배인
- 번 노티스 간첩의 역습(2008년-2014년) - 샘 액스
- 저승사자 리턴즈 (2016년 - 2018년) - 애쉬 윌리엄스 (영어판) [161]

마틴 쇼트
- 3명의 도망자(1993년) - 네드 페리 ※후지TV판
- 신부의 아빠(1993년) - 프랭크 에겔호퍼
- 신부의 아빠 2(1996년) - 프랭크 에겔호퍼
- 정글 2 정글(1998년) - 리처드 켐프스터

마틴 로런스
- 부메랑(1996년) - 타일러 호킨스 ※후지TV판
- 빅 마마 하우스(2001년) - 맬컴 터너 = 빅마마
- 오픈 시즌(2006년) - 부그 ※특보 1 예고편만
- 빅 마마 하우스 2 (2006년) - 맬컴 터너 = 빅마마
- 빅 마마 하우스 3 (2011년) - 맬컴 터너 = 빅마마

마이클 듀디코프
- 지옥으로부터의 생환/플라톤 리더(1991년) - 제프 나이트 소위 ※TV 아사히판
- 솔저 보이스(1997년) - 하워드 트리버 소령
- 크래시 다이브 급속 잠항(1999년) - 제임스 카터 ※후지 TV판
- 크래시 다이브 2 침묵의 잠수함 (2001년) - 제이크 풀러 ※후지TV판

마이클 무어
- 볼링 포 콜럼바인(2003년) - 본인 ※소프트판
- 화씨 9/11(2004년) - 본인
- 식코 (2008년) - 본인

미겔 페러
- .A.T. 스쿼드/대무장 테러 습격반 하이테크 요새 코만도 지령(1989년)-폴 카일리 ※TV 도쿄판
- 트윈픽스(1991년) - 앨버트 로젠필드
- 핫 샷 2(1996년) - 하빈저 ※TV 아사히판
- 트윈픽스 The Return (2017년) - 앨버트 로젠필드

로버트 잉글런
- 엘름가의 악몽 (1988년) - 프레디 크루거 ※후지TV판
- 포드 페어레인의 모험(1991년) - 스마일리
- 프레디 VS 제이슨(2004년) - 프레디 크루거 ※소프트판

로버트 패트릭
- 터미네이터2 (1993년) - T-1000 ※ 후지 TV 버전 (BD 프리미엄 에디션 ver.2.0 & 특별편 (일본어 더빙 완전판) & 특별편 얼티멋 에디션 수록)
- 더블 드래곤(1995년) - 코가 슈코 ※ VHS 버전
- 스트립티즈(2000년) - 대럴 그랜트 ※TV 아사히판

로빈 윌리엄스
- 굿모닝, 베트남(1993년) - 에이드리언 크롱나우어 ※후지TV판(본작에서 첫 담당)
- 지금을 산다(1994년) - 존 키팅 ※후지TV판
- 9개월(1996년) - Dr. 코스비치
- 쥬만지(1996년) - 앨런 패리시 ※비디오 DVD판
- 야성 발견의 여행 ~돌고래와 로빈 윌리엄스~ (1996년) - 본인 ※NHK 다큐멘터리
- 쥬만지 (1998년) - 앨런 패리시 ※후지TV 버전 (디럭스 에디션 BD 수록)
- 미세스 다우트(1998년) - 다니엘 힐라도 = 미세스 다우트파이어 ※후지TV판
- 앤드류 NDR114 (2000년) - 앤드류 ※소프트 버전
- 쥬만지 (2000년) - 앨런 패리시 ※TV 아사히판
- 성스러운 거짓말쟁이 (2000년) - 제이콥 하이엠
- 잭(2001년) - 잭 파월 ※후지TV판
- 스토커(2003년) - 사이 패리시
- RV(2006년) - 밥 먼로
- 인섬니아 (2006년) - 월터 핀치 ※TV 도쿄판
- 쥬만지 (2006년) - 앨런 패리시 ※BD·신 DVD판
- 최고의 친구 (2009년) - 파파스
- 로빈 윌리엄스의 만약 내가 대통령이었다면.. (2009년) - 톰 돕스
- Curiosity: 호기심의 문 '약물이 인체에 미치는 영향이란?'(2011년)- 내비게이터 ※ 디스커버리 채널

#### 외화
1976년
- 야생의 눈/세기말 엽기 지대 ※TV 도쿄(당시는 도쿄 12채널)판

1984년
- 자동차 워시 (대디 리치 <리처드 플라이어>, 택시 운전사 <클라렌스 뮤즈>) ※TBS판
- 나는 갱 가디니아 (기토 <레나토 바소본디니>, 마시모, 거지, 조직의 남자3) ※TBS판

1985년
- 바람을 향해 달려라 (코너) ※후지TV 버전
- 슬리핑 몽키/수권(남자1<추 구영>, 꼬붕 4, 남자9, 제자3, 깡패2) ※TV 도쿄판
- 불꽃 러너 (헨리 스탈러드 <다니엘 제럴>) ※ TBS 버전 (소프트 수록)
- 포키즈 (로이 브래킷 코치 <보이드 게인즈>) ※TV 도쿄판
- 머드라이더 (찰리, 저수지 관리자) ※TV 도쿄판 (소프트 수록)
- 명탐정 벤지 (프레디 <앨런 슈즈>) ※TV 도쿄판

1986년
- 엠마누엘 ※후지TV판
- 이상한 도둑 딕 & 제인 (라올 에스테반 <행크 가르시아>) ※TV 아사히판
- 공룡섬의 비밀 (제프 모건 <이안 세라>) ※후지TV판
- 섀도 - 1982년 영화 (제르마니 형사 <줄리아노 젬마>) ※TBS판 (HD 리마스터 DVD & HD 리마스터 특별판 BD 수록)
- 경찰차 고속도로 ※TV 도쿄판

1987년
- SF 수수께끼의 우주선 조우 (루 프라이스 <제임스 햄튼 (영어판)>, 남자 7) ※니혼TV판
- 해저 20000마일 (네드 랜드 <커크 더글라스>) ※ 반다이판
- 흡혈 외계인·우주로부터의 경고 ※TV 도쿄판
- 흡혈귀 노스페라투 ※후지TV판
- 공룡 전설 베이비 (조지 루미스 <윌리엄 컷>) ※반다이판
- 코만도 군단2 (호모자 대통령 <사바스 엘레로>, 빼빼 <톰 판 패튼>) ※TV 도쿄판
- 더 플라이 / 파리 남자의 공포 (에쥬트 의사 <유진 보덴>, 정신과 의사 <찰스 타넨>) ※닛폰TV판
- 샴 고양이 FBI/냥터처블 (그레고리 벤슨 <로디 맥도월>, 켈리 <칼 헬드>) ※반다이판
- 스플래시 (도어맨 <토니 디 베네데트>) ※후지TV판
- 하늘의 대괴수 Q(교수〈랠리 파인〉, 바의 마스터, 창문 닦기, 경관) ※TV 도쿄판(방송 제목은 「습격하는 거대 괴조」.BD수록)
- 보물섬 (레드루스 <존 그렉슨>, 그레이 <앤드류 브래킷>, 모건 <윌리엄 데블린>, 내레이터) ※비디오판
- 난파선(빌 게이 <윌프레드 브랜빌>, 아일랜드인 <배리 키건>, 남아메리카 가이드 <데이빗 스펜서>, 배 경비원 <노먼 버드>)
- 네버 크라이 울프 (마이크 <삼성 홀라>, 헌터 2 <워커 스튜어트>) ※반다이판
- 프로젝트A(해안경비대원,사교클럽지배인)※TV아사히판(소프트수록)
- 마이 사이언스 프로젝트 (마이클 할란 <존 스톡웰>) ※ 반다이판
- 마법의 애니메이션 왕국 디즈니 스튜디오 ~풀 애니메이션이 될 때까지~ (알 <앨런 래드>, 내레이션, 닉) ※반다이판
- 삽살개 딕비(마스터스 대령 <딘즈데일 랜던>, 찰리 <찰리 영 아톰>, CM 내레이션) ※비디오판

1988년
- 악마의 개조인간 (칼 레만=프랑켄슈타인 <데이빗 마킬레이스>) ※TV 도쿄판
- 인페르노 (카를로 <가브리엘 라비아>) ※TV 도쿄판 (소프트 수록)
- 외계인2 (마크 드레이크 <마크 롤스턴>, 구조대 리더 <스튜어트 밀리건>) ※TBS판 (일본어 더빙 완전판 Blu-ray BOX에 수록)
- 크리처 (존 펜넬 <로버트 자페>) ※TV 도쿄판
- 쿵푸키드/요시코코(쿠아고) ※니혼TV판
- 서커스 천국 (앙드레 프로바슈카 <J. 돈 퍼거슨>) ※TBS판
- 쇼트 서킷 (벤 야비타야 <피셔 스티븐스>) ※후지TV판 (소프트 수록)
- 댄서 (토니 세르게예프 <미하일 바리시니코프>) ※비디오판
- 데스 헌트 (네드 워런 <윌리엄 샌더슨>, 신문기자 <숀 매캔>, 사냥꾼 1, 남자 2) ※후지TV판
- 닥터스 아카데미 전원 폭주중! (칼로스 <로버트 로마나스>) ※TV 도쿄판
- 드레스 아래는 텅 비었다 (밥 클레인 <톰 샹리 (영어판)> ※ TV 도쿄판
- 바이오 인페르노 (밥 <릭 로소비치>) ※TV 도쿄판
- 핸본 (브라이언 해리스 <로버트 워커 Jr>, 카운터 담당 <합 로렌스>, 탈옥범 스킵 <로버트 필로>, 오토바이의 남자 <로버트 마이클스>) ※후지TV판
- 포 프렌즈 / 4개의 청춘 (데이빗 <마이클 허들스턴>) ※닛폰TV판
- 이상한 나라의 앨리스 (흰토끼 <마이클 크로퍼드>) ※비디오판
- 프랜틱 (가이야르 <제라르 클라인>) ※소프트 버전
- 모모 (에이전트 BLW/553X <실베스타 글로트>) ※비디오판
- 록키 호러 쇼 (프랑쿤 풀터 박사 <팀 컬리>) ※TV 버전 (제작 35주년 기념 Blu-ray Disc에 수록)

1989년
- 어니스트, 크리스마스를 구해라!(블러드 <래리 프랜서>, 택시 손님 <배리 브레이젤>, 체포 순경 <조 캔들러>, 동물관리국원 2 <다니엘 버틀러>)
- 빨강머리 앤 (필립스 선생님 <폴 브라운>) ※소프트 버전
- 뜨거운 사랑에 시간은 흐르고 (대니"케이크"<티머시 허튼>)
- 킹 사이즈 (질 <요아힘 램자>, 의사 <리하르트 무로즈>)
- 킹 솔로몬의 성물 2 / 환상의 황금도시를 찾아서 (롭슨 쿼터메인 <마틴 래벳>, 조지 <조지 치오타>) ※후지TV판
- 더 키프 (오스터 중사 <필립 조셉>, 친위대 부관 <볼프 컬러>) ※닛폰 TV 버전
- 더 다이버 / 불꽃 탈출 ※후지 TV판
- 더 비지터 (샘 콜린스 <샘 페킨퍼>) ※ TBS판 (BD 수록)
- 지옥의 배틀 코만도 (포로 마틴 <데이빗 브라스>) ※TV 아사히판
- 상하이 블루스 (도레미 <케니 비>) ※ 비디오판
- 스파이더맨 플루토늄을 쫓아라 (티드 <스티븐 앤더슨>) ※TV 아사히판
- 스펙터 X (킹콩 <사무엘 호이>) ※TBS판
- 대광란 (조이 <알렌 켈러>, 현금 출납계 <조셉 밀러>) ※비디오판
- 다이 하드 (세일즈맨 <로버트 레서>, 승객, SWAT2, 리처드 손버그 <윌리엄 아더튼>과의 겸역) ※ 소프트 버전
- 챔피언 매 (기도 <장곡경>) ※ TBS판
- 트위 허크의 고스트 홈 / 13일 금요일의 아내들에게 (장홍타이 <앤서니 첸(중국어판)> ※비디오판
- 탑건 (구스 <앤소니 에드워즈>) ※후지TV 버전
- 농장의 죽음(해리 <리처드 큐비슨>, 기사 2 <닐 살비지>, 사냥터 관리인, 운전사 C) ※매일방송판
- 8월의 고래 (벡위즈 <프랭크 그라임즈>, 젊은 랜들 <마이크 부시>, 아서 갓프리) ※비디오·BD판
- 파리 총경 J(통통 <모리스 바리에르>, 뒤마 총경 <가브리엘 카탄>, 토니오 <스테판느 페라라>, 오카마 <장=클로드 드레퓌스>, 토리안 형제의 동생 <미셸 브뤼르>, 공장장, 포터, 경관2) ※닛폰TV판
- 행거 (찰리 험프리즈 <루퍼스 콜린스>, 스케이트의 남자 <리처드 로블스>, 론 <제임스 오브리>) ※ TBS판 (DVD 수록)
- 햄버거 힐 (해리 머피 <마이클 드런>) ※ TBS 버전 (BD & 컬렉터 에디션 DVD 수록)
- 빅 (폴 다벤포트 <존 하드>) ※소프트 버전
- 파이널 옵션(데니스<존 모리슨>, 윌리엄슨<닉 블림블>, 테러리스트 멤버, 카도에) ※TV 아사히판(BD수록)
- 플래툰 (주니어 <레지 존슨>) ※TV 아사히판
- 프리즌 (라자냐 <아이반 케인>) ※TV 도쿄판 (DVD 수록)
- 프레시디오의 남자들 (지크 <머빈 J 맥킨타이어 (영어판)> ※소프트판
- 프레데터 (릭 호킨스 <쉐인 블랙>) ※후지 TV 버전 (일본어 더빙 완전판 Blu-ray BOX에 수록.추가 녹음 부분도 담당)
- 뽀빠이 ※후지TV판
- 폴리스 아카데미 5 마이애미 특근 (닉 라사드 <매트 맥코이>) ※소프트 버전
- 명견 라시/라시의 "쿠거는 친구"(버트 <버트 더글라스>) ※비디오판
- 명견 랏시/랏시의 대모험 (제이크 홋지스 <패트릭 웨스트우드>, 톰프킨스 <패트릭 월츠>) ※비디오판
- 메이저리그 (브렌트 바우든 <토니 모커스 Jr>) ※소프트 버전
- 살쾡이 (갈바르디 군 장성 <줄리아노 젬마>) ※TV 아사히 신록판
- 라스트 엠퍼러(간수) ※TV 아사히판
- 라스트 강시 (강시 / 쿠로오지상 <라우 슌카쿠>) ※비디오판

1990년
- 올웨이즈(티드 베이커 <블러드 존슨>) ※비디오·DVD판
- 화성인 고홈! (마크 디벨로 <랜디 퀘이드>)
- 그렘린 (로이 핸슨 선생님 <그린 터만>) ※소프트 버전
- 때묻지 않은 눈동자 속에 (어른의 프랭키 스칼라티 <프랭크 라로지아>)
- 죽이고 싶은 여자 (알못 <빌 풀먼>) ※후지TV판
- 살사 / 작열하는 두 사람 (켄 <로드니 하비 (영어판)>)
- 지옥의 엑스터미네이터 (척 <케빈 브로피>) ※TV 도쿄판
- 7월 4일에 태어나 (스티브 보이엘 <제리 레빈>) ※비디오판
- 신·복은 삽살개 (윌비 다니엘즈 <딘 존스>) ※비디오판
- 신 · 노인과 바다 ※TV 아사히판
- 모래 행성 (길드맨) ※TV 아사히판 (BD 수록)
- 타깃 (크리스 로이드=데릭 포터 <매트 딜론>) ※후지TV 버전
- 다이 하드 (아가일 <디브로 화이트>, 스포츠 아나운서) ※TV 아사히판 (일본어 더빙 완전판 Blu-ray BOX에 수록)
- 다이 하드2 (남1, 파일럿1, 리처드 손버그 <윌리엄 아더튼>과의 겸역) ※소프트 버전
- 다이아몬드 스컬/화려한 살의 (라울 <매슈>)
- 데킬라 선라이즈 (앤디 레오나드 <앨리 그로스>) ※소프트판
- 트러블 버스터 (코니 룬키스트= 뤼츠겔 요노켈 <뵤른 스키프 (스웨덴어판)>)
- 드림 차일드 (잭 도란 <피터 갤러거>) ※TV 아사히판
- 마천루는 장미빛으로 (프레드 메를로즈<존 판코>) ※후지TV판 (추억의 복각판 BD수록)
- 노 마시/비정의 사랑 (앵글레스 라이언 <레이 샤키>) ※TV 아사히판
- 바이오런트 새터데이 (조셉 카돈 <크리스 서랜든>) ※TV 도쿄판 (BD 수록)
- 백 투 더 퓨처 (데이빗 맥플라이 <마크 맥루어>, 교사 <휴 루이스>) ※후지TV 버전
- 배틀 러너 (해롤드 바이스 <머빈 J 맥킨타이어>) ※TV 아사히판 (BD 수록)
- 퍼니셔 (타로네 <토드 보이스>)
- 할로윈 4 부기맨 부활 (경비원 <레이먼드 오코너>, 주 경찰관 1 <랜드 케네디>, 로건 보안관 대리 <조지 설리번>) ※비디오판
- 할로윈 5 부기맨 역습 (톰 팔러 보안관 대리 <데이빗 어신>, 에디 <펜턴 퀸>) ※비디오판
- 빅 (폴 대번포트 <존 하드>) ※TV 도쿄판
- 필살 매그넘 ※후지TV판
- 히든 (산체스 <리처드 브룩스>) ※TV 아사히판
- 헨젤과 그레텔 (빵집 소년 <조쉬 브랜드>, 주디, 펀치)
- 폴리스 아카데미6 배틀 로얄 (닉 라사드 <매트 맥코이>) ※소프트판
- 마스터스/초공의 패자 (커그 <로버트 타워스>, 모두의 나레이션) ※TV 도쿄판
- 머니 피트 (맥스 베이서드 <알렉산더 고도노프>) ※TBS판 (BD 수록)
- 밀레니엄 / 1000년기 (셔먼 <로버트 조이>, 추락 현장의 리포터 <달릴 셔틀워스>, 오디오 기술자 <티머시 웨버>) ※비디오판
- 삽살개 딕비 (제프 엘든 <짐 데일>) ※TV 도쿄판
- 메탈 블루 (픽맨 <제이슨 브리커>) ※TV 아사히판
- 멜 브룩스의 대탈영 (사샤 <제임스 "집시"·하크>, 커닝엄 소령 <윌리엄 글로버>, 독일병 11, 독일병 22) ※TBS판 (DVD 수록)
- 레드 컵 / 고리키 파크 살인 사건 ※ TV 아사히판
- 레드불 (앱듀르 일라이저 <브렌트 제닝스>) ※TV 아사히판 (신반 소프트 수록)
- 로보캅(레옹 내쉬 <레이 와이즈>, TV 아나)※TV 아사히판(일본어 더빙 완전판 Blu-ray BOX에 수록)
- 내가 사랑한 그린고(론 <짐 메츨러>)

1991년
- 사랑과 슬픔의 여정 (해리 가와무라 <로널드 야마모토>)
- 아비스 (하이럼 코피 대위 <마이클 빈>) ※후지TV 버전
- 이노센트맨 / 짜여진 함정 (스티비 <찰스 런드리>, 정비사, 간수, 죄수) ※비디오판
- 익스터미네이터 (마이클 제퍼슨 <스티브 제임스>) ※TV 도쿄판 (BD 수록)
- 엑소시스트 3 (브루노 의사 <클리포드 데이비드>, 시자 <케빈 코리건>, 영화관 매점의 손님) ※비디오판
- 컬러즈 천사가 사라진 거리 (버드 <헤럴드 메히아>, 바이커) ※TV 아사히판
- 키벌리 힐스 캅 (맥스 돌포 <크리스토퍼 님>)
- 캐논스 (엘리스 필딩 <댄 에이크로이드>) ※비디오판
- 크리스마스 캐롤 (제이콥 말리 <프랭크 핀레이>, 벨의 남편 <피터 세트렌>) ※TV 도쿄판 (Blu-ray 수록)
- 고스트 / 뉴욕의 환상 (샘 위트 <패트릭 스웨이지>) ※ 소프트 버전
- 콘크리트 워 (에릭 드레이크 / 마이클 <로버트 푸치>)
- 산타리아 마계원령 (파로 <마릭 보웬스>) ※TV 아사히판
- 가위손 (TV 진행자 <존 데이비드슨>, 심리학자 <아론 러스티그>) ※소프트판
- 사령의 원초 II (에드 게트리 <리처드 드 메이어>) ※TV 도쿄판 (추억의 복각판 블루레이에 수록)
- 슈퍼컵90 (랠리 해먼드 경감 <데이빗 칼루소>) ※TV 도쿄판
- 스카페이스(페르난도) ※TV 도쿄판
- 차이니스 워리어스 (야우다 <로웰 로(중국어판)>) ※비디오판
- 데스록 / 전략가스 무기를 쫓아라! (제프 쿠퍼 <존 핀>)
- 친구는 바람 저편에 (첸친<장지휘>) ※비디오판
- 네버엔딩 스토리 제2장 (트라이 페이스 <크리스토퍼 버튼>) ※소프트판
- 퍼시픽 하이츠 (그렉 <루카 베르코비치>, 프런트 담당 <토니 시모테스>, 빌 <D W 모펫>) ※ 비디오판
- 패닉 인 스타디움 (마이크 램지 <보 브리지스>) ※TV 도쿄판
- 할로윈 인베더/화성인 습격!? (샘 호크슬리 <더글러스 바 (영어판)>)
- 피위의 대모험 (미키 <재드 오멘>)
- 프로블럼 차일드 / 소문의 문제아 (벤 힐리 <존 리터>)
- 마이 블루 헤븐 (커비 <빌 어윈>)
- 마그달레나 / 아름다운 창부 (버더 <랠프 바이킹겔>)
- 머신건 조니 (대니 버민 <조 피스코포 (영어판)> ※ 니혼TV판
- 밋 더 피블 분노의 히포포타마스 (트레버 <목소리 : 브라이언 서전트>)
- 밀러스 크로싱 (밍크 <스티브 부셰미>)
- MOON 44 (스티븐스 장군 <알렉 머독>)
- 다시 한 번 죽여 / 킬 미 어게인 (잭 앤드류스 <발 킬머>) ※비디오판
- 영건 (독 스칼록 <키퍼 서덜랜드>) ※후지TV판 (BD & 컬렉터스 에디션 DVD 수록)

1992년
- 앨런 드론/사형 경찰(펠레 <패트릭 카탈리포>) ※TV 도쿄판
- 엘리게이터2 (리치 하먼 순경 <우디 브라운>) ※비디오판
- 에어★ 미국 (피렐리 <네드 아이젠버그> ) ※ 니혼TV 버전
- 익스플로러스 (스타 킬러 / 왁 <로버트 피카드>) ※ 후지 TV 버전 (DVD 수록)
- 클리프 쇼 (쓰레기 수집의 남자2 <톰 사비니>, 리처드 그랜섬 <워너 슈크>) ※ 텔레비전 버전
- 그렘린2 신 · 종 · 탄생 (아나운스, 더피 덕) ※소프트 버전
- 골든 차일드 (멜 백맨 <찰스 레빈>) ※TV 아사히판
- 콜드 브래드 / 살인 문장 (마이크 바탈리아 <존 타투로>)
- 더 플래시/초음속의 SF 신 히어로 탄생! (후리오 멘데스 <알렉스 디저트>) ※TV 아사히판
- 선더버드 극장판 (토니 그랜트)
- 촉산기부 천공의 검 (운해 스님 <다미안 라우>) ※TBS판
- 슈퍼 터치다운(와이어트 보들리 <앤드루 브리니어 스키>)
- 좀비컵 (더그 비글로 형사 <조 피스코포>) ※후지TV판 (소프트 수록)
- 대재난 P.T.A. ※후지TV판
- 데드엔드/특수기자 브래티건의 도전 (얼 브래티건 <블루스 그린우드>)
- 독 솔저 / 하얀 전장 (시드 핸들맨 <포레스트 위테카>)
- 닥터(말레이 카플란 의사 <맨디 패틴킨>)
- 도그 인 파라다이스 (밥 보치 <로베르토 알피 (이탈리아어판)>)
- 백 투 더 퓨처 PART2 (골디 윌슨 3세 <도널드 퓨립>) ※TV 아사히판 (소프트 수록)
- 숨겨진 호기심/유한 피부에 불타는 사랑의 함정 (마일로 <미켈레 플래티드>) ※TV 도쿄판
- 빌리 배스게이트(하비 프레스턴 <잔더 버클리>)
- 빙고! (레니 스미스 <커트 풀러>)
- 피비 케이츠의 나의 그는 문제아 (프레드<릭 메이올>) ※비디오판
- 브로드웨이의 대니 로즈(하워드 스톰(영어판)) ※TV 아사히판 (DVD 수록)
- 프로블럼 차일드2 (벤 힐리 <존 리터>)
- 베이비 토크 ※니혼TV판
- 애완동물 세마타리 (파스코 <블러드 그린퀴스트>) ※후지TV판
- 미래세기 브라질 (자크 린트 <마이클 페일린>)

1993년
- 살아야 (로베르트 카네사, 『조시 해밀턴』)
- F / X2 일루전의 역전 (마이크 브랜든 <톰 메이슨>, 죄수, 남자 6) ※비디오판
- 강호 (구글맨 <릭 오버톤>) ※TV 아사히판 (DVD 수록)
- 퀸스 로직 / 여자의 주장 · 남자의 변명 (알 <조 만테냐>) ※ 비디오판
- 그레이스토크 - 유인원의 왕자 - 타잔의 전설 (잭 클레이튼 경 <폴 제프리>) ※TV 아사히판
- 흑표천하/블랙팬서 (흑표 (블랙팬서) <앨런 탄 (중국어판)>)
- 고스트/뉴욕의 환상 (샘 위트 <패트릭 스웨이지>) ※후지TV 버전
- 사이드 킥스 (제리 가브르스키 <보 브리지스>) ※비디오판
- 사이버 로보 (마틴 우드링 중위 / 오메가 왕 <클라이드 앤더슨>)
- 더 플래시 2 / 초음속의 SF 히어로에 수수께끼의 유령이 역습 (후리오 멘데스 <알렉스 디저트>) ※TV 아사히판
- 작열하는 여자/위험한 유혹 (아트 핸슨 <로버트 네이디어>) ※TV 도쿄판
- 스위스 패밀리 로빈슨 (언스트 로빈슨 <토미 커크>) ※소프트판
- 세인트오브우먼 / 꿈의 향기 (찰리 심즈 <크리스 오도넬>)
- 다크 하프(프레드 크로슨 <로버트 조이>) ※소프트 버전
- 타워(토니 마이노트 <폴 라이저>)
- 피와 모래 (후안 가얄드 <크리스토퍼 라이델>) ※TV 도쿄판
- 차이니스 고스트 스토리2 (우 대장 <와이즈 리>) ※TV 도쿄판
- 델타포스 3 (리처드 <매튜 펜>) ※TV 도쿄판
- 돈 사바티니 (빅터 레이 <브루노 커비>)
- 나스의 복수 III 나스 군단 최종 결선! (루이스 "루" 스콜닉 <로버트 캐러다인>)
- 뉴 시네마 파라다이스 (이그나시오 <레오 글로타>) ※후지TV 판 (아스믹 발매 인터내셔널 판 DVD & 인터내셔널 판 디지털 레스토어 버전 BD 수록)
- 네메시스 (알렉스 레인 <올리비에 그라너 (영어판)> ※비디오·BD판
- 하드보일드 신·남자들의 만가 (윤 경감 '데킬라' <조윤화>)※ 소프트 버전
- 배니싱 레드(지미 슈샤인 <마이클 폴 장>) ※비디오판
- 벨보이 광소곡 / 베니스에서 죽을 거야 ~ (벨보이 <브론슨 핀초트>, <샤키즈 머신>의 빌리 스코어 <헨리 실바>, 루치아노)
- 폴터가이스트 (마티 <마티 카셀로>) ※ TBS판
- 한밤중의 러브콜/텔레폰 섹스 살인 사건 (닉 치치니 형사 <제임스 루소>) ※TV 도쿄판
- 라스트 오브 모히칸 (던컨 헤이워드 소령 <스티븐 워딩턴>) ※비디오판
- 리틀먼 테이트(거스 에메릭 <데이빗 하이드 피어스>) ※비디오판
- 로빈 후드(로빈 후드<케빈 코스너>) ※후지TV판
- 로보캅2 (머빈 큐작 시장 <윌러드 E.퓨>) ※TV 아사히판

1994년
- 무심코 박사의 대발명 프라바 (셸비 애슈턴 <엘리엇 리드>) ※소프트 버전
- 운명의 역전 (스티브 패미글리에티 <마이클 와이드>) ※비디오판
- 에이세스/오조라의 맹세 (도일 <롭 에스테스>) ※후지TV판
- 엑소시스트 3 (쌍둥이자리 살인마 <블러드 둘리프>, 환자 X <제이슨 밀러>) ※후지TV판
- 헛소동 (동정, 키아누 리브스)
- 글로리 (로버트 굴드 쇼 대령 <매튜 브로데릭>) ※닛폰TV판
- 사이보그 컵 (필립 라이언 <토드 젠센>) ※비디오판
- 더 클라이언트 의뢰인 (배리 멀더노 <앤소니 라파리아>) ※ 소프트판
- 안녕 내 사랑 / 패왕별희 (장훤이)
- JFK(데이빗 페리 <조 페시>) ※TV 아사히판
- 쥬라기 공원(미스터 DNA<목소리:그렉 버슨>, 빌리 <크리스토퍼 존 필즈>, 파크 내 방송, 네들리 동료 <딘 캔디>)
- 탱고 (마리아노 에스코바르 <막심 르로>, 트럭 운전사 <잭 마투>) ※비디오판
- 네버엔딩 스토리 제2장 (버니 북스 <존 웨슬리 십>) ※TV 아사히판
- 하드 재커 / 해발 10,000피트의 사투! (잭 와일드 <토마스 이언 그리피스 (영어판)> ※비디오판
- 바론 (데스몬드/버트홀드 <에릭 아이돌>) ※후지TV 버전
- 브래드 피트의 비밀의 부탁 (엘리엇 파울러 <블러드 피트>) ※비디오판
- 페인티드 디저트 터프 극장판(코즈모<웨인 펠레>)
- 홈 어론 (마브 머천트 <다니엘 스턴>) ※후지TV판 (일본어 더빙 완전판 Blu-ray BOX 수록)
- 머드 하우스/진입자 격퇴 작전 (마크 배니스터 <존 라 로켓>) ※TV 도쿄판
- 미드나이트 스나이퍼/시체 없는 살인 (제리 밀러 <마크 조이>) ※TV 도쿄판
- 리버 랜스 스루 잇 (닐 <스티븐 셰렌>)
- 유혈의 유대 (모리스 베툰 <리샤르 베리>)
- 유혈의 유대/야망편 (모리스 베툰 <리샤르 베리>)
- 로마의 휴일 (마리오 델라니 <파올로 카를리니>) ※후지TV 신기록판

1995년
- 사랑이 깨질 때 (마틴 버니 <패트릭 버긴>) ※TV 아사히판
- 아스트로 컵(케이 <빌리 드라고>)
- 인트루더 분노의 날개 (박스맨 <톰 사이즈 모어>) ※후지TV 버전
- 엣지 오브 다크니스 (코디 <샘 보텀>)
- 킨다가톤 컵 (카렌 크리스프 <리처드 타이슨>) ※TV 아사히판 (BD 수록)
- JM (스파이더 <헨리 로인즈>)
- 제로니모(찰스 게이트우드<제이슨 패트릭>)
- 지옥의 프리즈너/노려진 미인 교사 (게일리 니콜슨 <그레고리 해리슨>) ※TV 도쿄판
- 시티 슬리커스2 / 황금 전설을 쫓아라 (미치 로빈스 <빌리 크리스탈>)
- 쇼생크 하늘에 (헤이우드 <윌리엄 새들러>) ※소프트 버전
- 신언터처블/카포네 암흑가의 항쟁 (마이클 로크 <키스 캐러다인>) ※TV 도쿄판
- 터미널 포스/반역 사이버 컵 (케인 <바비 존스턴>) ※비디오판
- 더블 임팩트 (알렉스 <장=클로드 반 댐>) ※니혼TV 버전
- 투명인간 (워런 싱글턴 <스티븐 토보로우스키>) ※TV 아사히판
- 독 할리우드 (행크 <우디 할렐슨>) ※후지TV판
- 내추럴 본 킬러스(잭 스캐그네티<톰 사이즈모어>)
- 노 이스케이프(스테파노 <케빈 J 오코너>) ※비디오·DVD판
- 하트 브레이크 리지 승리의 전장 (스티치 존스 오장 <마리오 반 피블스>) ※TV 아사히판
- 배트맨 (알렉산더 녹스 <로버트 울>) ※TV 아사히판
- 프레타포르테(조 플린 <팀 로빈스>)
- 프로젝트 이글 (프랭크 <마크 에드워드 킹>) ※TV 아사히판
- 베이비 데이아웃/아기 외출 (에디 <조 만테냐>)
- 브론디/여은행 강도 (로이 스위니 <닉 써시>) ※텔레비전판
- 보디 가드 (사이 스펙터 <게일리 캠프>) ※후지TV 버전
- 백악관 광소곡 (아만도 <빅터 리버스>) ※후지TV 버전
- 영건2 (독 스칼록<키퍼 서덜랜드>) ※후지TV판(BD수록)
- 라스트 보이스카우트(마일로 <테일러 네그론>) ※후지TV판

1996년
- 사랑의 노예 (마리오 <패트리시오 콘트레스>)
- 푸른 드레스의 여자 (마우스 알렉산더 <돈 치들>)
- 아라크노포비아 ※후지TV판
- 살인 핵탄두 킹 코브라 (트라비스 블랙스톤 <로렌조 라마스>) ※TV 도쿄판
- 오셀로(로드비코<마이클 신>)
- 캐주얼 티즈 (토니 미저브 중사 <숀 펜>) ※후지TV 버전
- 형사 조 엄마에게 속수무책 (로스 <J. 케네스 캠벨>) ※후지TV판
- 형사 벨모어 / 공모자 (커트 벨모어 형사 <제프 윈콧 (영어판)>)
- 마음의 여행 (블루스 <블루스 앨트먼>) ※후지TV판
- 카피캣 (다릴 리 컬럼 <해리 코닉 주니어>) ※ 소프트 버전
- 더 인터넷 (닥터 앨런 챔피언 <데니스 밀러>) ※ 소프트 버전
- 더 체이스 (도브스 순경 <헨리 롤린스>) ※TV 아사히판
- 3명의 엔젤(뷔다<패트릭 스웨이지>)
- 저지 금발 (토마스 "차이나" 스미스 <마이클 누리>, 조이 밤비노 <데이빗 프로발>) ※비디오판
- 섀도 체이서/지옥의 살육 안드로이드 (잭슨 <릿코 로스>) ※후지TV 버전
- 조니 데스티니(줄리안 고다르 <딜런 맥더못>)
- 타임컵 (조지 스포타 <스콧 로렌스>) ※TV 아사히판
- 다중인격 (톰 벡위스 <제임스 벨루시>)
- 다니엘 스틸/어떤 사랑의 형태 (매튜 데인 <배리 보스트윅>) ※TV 도쿄판
- 버팔로 걸스 (테디 블루 <가브리엘 번>) ※소프트 버전
- 허드슨 호크 (다윈 메이플라워 <리처드 E 그랜트>) ※후지TV판
- 베이비 시터스 클럽 (패트릭 토머스 <피터 호튼>)
- 펠리칸 문서 (플레처 콜 대통령 보좌관 <토니 골드윈>) ※TV 아사히판
- 맥시 멋진 유령 (닉 <맨디 패틴킨>) ※TV 도쿄판
- 이제 자장가는 필요없어 (찰리 라이언 <리드 다이아몬드>)
- 유주얼 서스펙트(마이클 맥마나스 <스티븐 볼드윈>) ※소프트 버전
- 라스트 액션 히어로(베네딕트 <찰스 댄스>) ※후지TV판(디럭스 에디션 Blu-ray 수록)
- 라스트 보이스카우트(지미 딕스 <데이먼 웨이언즈>) ※닛폰TV판
- 룸메이트 (그레이엄 녹스 <피터 프리드만>) ※TV 아사히판
- 르토거 하우스 처형 탈옥 (에릭 데즈먼드 <딜런 월시>) ※TV 도쿄판

1997년
- 잉글리시 페이션트(킵 <나빈 앤드류스>) ※소프트 버전
- 걸6 (시드 <이자이아 워싱턴>) ※비디오 버전
- 크래시 더 탱커/유출 위기 (댄 론 <존 하드>)
- 그리머맨 (짐 캠벨 <키넨 아이보리 웨이언즈>) ※소프트 버전
- 그레이스 오브 마이 하트(조엘 밀너 <존 타투로>)
- 월하의 사랑 (사이먼 마리엘 <알렉스 로>)
- 더 에이전트 (로드 티드웰 <쿠바 굿딩 Jr>) ※소프트 버전
- THE CROW/더 크로우 (주다 일 <리처드 브룩스>)
- 제프리! (제프리 <스티븐 웨버>)
- 지옥의 여자 스나이퍼 (루이스 <프랑코 스쿼처>) ※후지TV판
- 저지 드레드(허먼 "퍼지"·퍼거슨 <롭 슈나이더>) ※후지TV판
- 징글 올 더 웨이 (티드 <필 하트맨>) ※비디오·DVD판
- 스피드 (잭 트래벤 <키아누 리브스>) ※후지TV판 (일본어 더빙 완전판 Blu-ray BOX에 수록)
- 스페이스 잼 (실베스터 <목소리: 빌 파머>)
- 슬리퍼스 (숀 녹스 <케빈 베이컨>) ※소프트 버전
- 스리 리버스 (대니 테디로 <톰 사이즈 모어>) ※후지TV 버전
- 전율의 스토커 / 어떤 여학생의 경우 (스티븐 프라임스 <제레 번스>)
- 터미널 벨로시티(카 <크리스토퍼 맥도널드>) ※TV 아사히판
- 덩크 브라더스 / 탈선 팬 조심 (루이스 스콧 <데이먼 웨이언스>)
- 초상 살인자 2 (톰 베넷 <제프 페이히>)
- 도청 (루이스 페니 경감 <에반 타일러>)
- 트루 로맨스 (리 도노위츠 <소울 · 루비넥>) ※닛폰TV판
- 파우더(도널드 리플레이 <제프 골드블럼>)
- 프리 윌리 (글렌 그린우드 <마이클 마도센>) ※TV 아사히판
- 홈 어론 2 (마브 머천트 <다니엘 스턴>) ※후지TV판
- 미스터리 데이트(크레이그 맥휴 <브라이언 맥나마라>) ※TV 도쿄판
- 미드나이트 히트(브랜든 <리틀 리처드>) ※TV 도쿄판
- 미라클 어드벤처 / 카잔 (카잔 <샤킬 오닐>)
- 밀드레드 (빅 토미 <제라르 드 파르뒤>)
- 목격 (빌 버튼 <스콧 글렌>) ※소프트 버전
- 유쾌한 브래디 가 / 트러블 in 하와이 (로이 마틴=트레버 토마스 <팀 매시슨>)
- 레슬리 닐슨의 드라큘라 (조나단 하커 <스티븐 웨버>)

1998년
- 인터뷰 위드 뱀파이어 (레스타트 드 리온 코트 <톰 크루즈>) ※후지TV 버전
- 인텐시티/긴박 (엣지러 포먼 베스트 <존 C. 매긴리>)
- 컷 스로트 아일랜드 (에인슬리 <패트릭 말라하이드>) ※후지TV 버전 (신반 BD 수록)
- 스트리트 파이터 (켄 마스터스 <다미안 차파>) ※소프트 버전
- 17 세븐틴 (빌리 매직 <케빈 베이컨>)
- 007 리빙 데이라이츠 (게오르기 코스코프 장군 <제론 크라베>) ※TV 아사히판 (TV 더빙 첫 수록 특별판 DVD에 수록)
- 디스크로저 (존 콘리 Jr <조 유라>) ※TV 아사히판
- 덴저러스 게임 L.A. 대추적 (프리스로 <마커스 정>) ※TV 도쿄판
- 파이어스톰 (제시 그레이브스 <하이 롱 (영어판)>)
- 프리 윌리 2 (글렌 그린우드 <마이클 마도센>) ※TV 아사히판
- 풀 몬티(롬퍼 <스티브 휴이슨>)
- 블레이드 / 칼 (룬 <홍양>)
- F.L.E.D. / 프레드 (찰스 파이퍼 <로렌스 피시번>)
- Mr. 더머2 1/2 (리처드 리에티 <마이클 리처스>) ※비디오판
- 라스트맨 스탠딩(독일 <데이빗 패트릭 켈리>) ※TV 아사히판
- 연애 소설가 (프랭크 색소폰 <쿠바·굿딩 Jr.>) ※비디오·DVD판
- 로미&미셸(샌디 클링크<앨런 커밍>)

1999년
- 암살자 (미겔 페인 <안토니오 반데라스>) ※후지TV판
- 콩고 (헬케머 호모루카 <팀 칼리>) ※후지TV판
- 지킬 박사는 미스 하이드(피트 <제레미 피벤>)
- 슬리퍼스 (로렌조 "쉐익스"·카르카테라 <제이슨 패트릭>) ※후지TV판
- 넷포스 (윌 스타일스 <저지 라인홀드>) ※소프트 버전
- 빅 히트(시스코 <루 다이아몬드 필립스>)
- 파이어라이트/정염의 사랑 (찰스 고드윈 <스티븐 디레인>)

2000년
- 애니2 (루퍼트 호그보톰 <크리스핀 보넘=카터>)
- G.I. 제인 (존 제임스 울게일 대장 <비고 모텐센>) ※후지TV 버전
- 자칼 (이안 라몬트 <잭 블랙>) ※니혼TV판
- 스크리머스(로스<찰스 파월>)※후지TV판
- 전쟁의 용기 (존 몽플리즈 중사 <루 다이아몬드 필립스>) ※후지TV판
- 뉴 시네마 파라다이스 (이그나시오 <레오 글로타>) ※완전 오리지널 DVD/BD판
- 버추어 시티 (파커 번즈 경위 <덴절 워싱턴>) ※후지TV판
- 버드 케이지(알버트 골드만 <네이선 레인>) ※후지TV판
- 필사의 도망자 (척 라이트 <긱 영>) ※TV 도쿄판
- 머펫 노려라 브로드웨이! (포지 <프랭크 오즈>, 재니스 <리처드 헌트>) ※소니 픽처스 버전
- 곤조 우주로 돌아가다 (포지 <프랭크 오즈>, 분젠 <데이브 게르츠>)
- 록, 스톡&투 스모킹 배럴스 (톰 <제이슨 플레밍>)
- 롱 키스 굿나잇 (미치 헤네시 <사무엘 L 잭슨>) ※후지TV판

2001년
- L.A. 컨피덴셜 (잭 빈센스 <케빈 스페이시>) ※후지TV 버전 (BD 수록)
- 기적이 내리는 하늘 (조지 브레너 <코빈 번센>)
- 그린치 (루 후 <빌 어윈>) ※DVD · 비디오판
- 교섭인 (대니 로먼 <새뮤얼 L 잭슨>) ※TV 아사히판
- 콘택트(켄트 클라크<윌리엄 픽너>) ※TV 도쿄판
- 샤프트(피플스 에르난데스 <제프리 라이트>)
- 디어볼릭 악마의 각인 (로버트 뒤루츠 <토마스 하인츠>)
- 버티컬 리미트(시릴 벤치 <스티브 르 마르칸드>) ※소프트판
- 해리포터와 마법사의 돌 (볼드모트 경 <리처드 브리머>) ※극장 공개판 (소프트 수록)
- 블러드 심플 더 스릴러 (레이 <존 겟츠>)
- 베이브 (오리의 페르디난드 <목소리 : 대니 맨>) ※닛폰 TV 버전
- 홈 어론 3 (버튼 자니건 <레니 폰 도렌>) ※후지TV판
- 포스트맨 (아이다호〈제임스 루소〉) ※후지TV판
- 머메이드 보이 나는 인어? (위트 그리핀 <데이브 쿨리에>)

2002년
- 애니멀 맨 (머빈 맨지 <롭 슈나이더>)
- 아마겟돈 (레브 안드로보프 <피터 스토메어>) ※후지TV판
- 바이러스 (히코 <클리프 커티스>) ※ 텔레비전 버전
- 윈드토커스 (마일로 파파스 이병 <마크 라팔로>) ※소프트 버전
- 금빛 거짓말 (아메리고 공작 <제레미 노섬>)
- 사랑의 방정식 너의 하트에 클릭2 (필 <제이 라코포>)
- 스피시스2(데니스 갬블 <미켈티 윌리엄슨>) ※후지TV판
- 노이즈 (셔먼 리스 <조 모턴>) ※TV 아사히판
- 패닉 룸 (라울 <드와이트 · 요아캄>) ※DVD · 비디오 버전
- 베이브/도시에 가다 (오리의 페르데난도 <목소리 : 대니 맨>) ※니혼TV판
- ROCK YOU! (제프리 초서 <폴 베타니>) ※소프트 버전

2003년
- 영웅의 조건 (마크 빅스 대령 <가이 피어스>) ※후지TV판
- 오로라 저편으로 (서치 델레온 형사 <앙드레 브라우어>) ※니혼TV판
- 스노 퀸 ~눈의 여왕~ (백곰 <다니엘 페인>)
- 더블 조퍼디(닉 파슨스 <블루스 그린우드>) ※TV 아사히판
- 찰리즈 엔젤 풀 스로틀(지미 보슬레<버니 맥>) ※극장 공개·소프트 버전
- 트루 크라임 (프랭크 루이스 비첨 <이자이아 워싱턴>) ※니혼TV판
- 닉 오브 타임 (스미스 <크리스토퍼 워켄>) ※닛폰TV판
- 바이오하자드 (스펜서 "스펜스" 파크 <제임스 퓨어포이>) ※소프트 버전
- 마사의 행복 레시피 (마리오 <세르지오 카스테리트>)
- 머펫의 메리 크리스마스(룩 프로마주 <매튜 릴러드>, 포지 <에릭 제이콥슨>, 분젠 <데이브 게르츠>)
- 미션 : 임파서블(키트리지<지령의 소리><헨리 체니>) ※TV 아사히판
- 리먼 조! (척 스칼렛 <제임스 벨루시>)
- REM 렘 (에드 색슨 <제프 다니엘즈>)
- RONIN (그레고르 <스텔란 스칼스가르드>) ※후지TV판

2004년
- 아마겟돈(킴지<키스 데이비드>) ※닛폰TV판
- 80데이즈 (픽스 경위 <유엔 브렘너>) ※극장 공개·소프트판
- 에이프릴 칠면조 (웨인 <숀 헤이즈>)
- 외계인2 (카터 J 버크 <폴 라이저>) ※TV 아사히 디지털 리마스터판 (일본어 더빙 완전판 Blu-ray BOX에 수록)
- 외계인 VS 프레데터 (그레이엄 밀러 <유엔 브렘너>)
- es(간수 에카트 <티모 딜 케이스>) ※텔레비전 버전
- 스쿨 오브 록 (듀이 핀 <잭 블랙>)
- 타천사의 여권 (팬 <세르지 로페즈>)
- 칩스 선생님 안녕히 계세요 (존 리버스 경 <존 하딩>) ※NHK판
- 차일드 플레이/척키 씨앗(레드맨)
- DENGEKI 전격 (헨리 웨인 <톰 아널드>) ※니혼TV판
- 햄냅트라 2 / 황금 피라미드 (조나단 카나한 <존 해너>) ※후지TV판
- 루니 튠스: 백인 액션(실베스터)

2005년
- 투 브라더스 (전하 <오안 구엔>) ※후지TV판
- 인간 인형 데드도르 (브라이언 라일리 <고랭 듀킥(영어판)>)
- 해리포터와 불꽃의 고블렛 (볼드모트 경 <레이프 파인즈> [162]) ※극장 공개판 (소프트 수록)
- 롤러볼 (마커스 리들리 <LL 쿨 J>) ※TV 도쿄판

2006년
- 웨딩 크래셔 (윌리엄 클리어리 장관 <크리스토퍼 워켄>, 변호사 2 <제시 헤네케>, <The Honeymooners>의 에드 노튼 <아트 카니>, 테이블의 남자 1, 초대 *손님 3, 말리는 남자)
- 울트라 바이올렛 (퍼디낸드 닥서스 <닉 친랜드>)
- S.W.A.T. (토마스 풀러 경감 <랠리 포인덱스터>) ※ 텔레비전 버전
- 전장의 킥오프 (산장대장 <브뤼노 퓨주류>) ※NHK판
- 찰리즈 엔젤 풀 스로틀(지미 보슬레이<버니 맥>) ※TV 아사히판
- 투모로우 (잭 홀 <데니스 퀘이드>) ※TV 아사히판
- 툼 레이더 2: 판도라의 상자 (테리 셰리던 <제럴드 버틀러>) ※TV 아사히판
- 드래곤 프로젝트 (시우보우 <앤소니 원>)
- 9 데이즈 (애드릭 버스 <피터 스토메어>) ※후지TV판
- 내니 맥피: 우리 유모는 마법사 (세드릭 브라운 <콜린 퍼스>) ※극장 공개판
- 케이트 앤 레오폴드 (JJ <브래들리 위트포드>) ※ 니혼TV 버전
- )본 아이덴티티 (프로세서 <클라이브 오언>) ※후지TV판
- 매트릭스 2: 리로디드 (멜로빈지안 <랑베르 윌슨>) ※후지TV판

2007년
- 아이덴티티(말릭 의사 <알프레드 몰리나>) ※TV 도쿄판
- 엑스칼리버II 전설의 성배 (말린 <샘 닐>)
- 괴멸 폭풍권/카테고리 6 (크레이그 실츠 <크리스토퍼 샤이어 (영어판)> ※TV 도쿄판
- 사일런트 노이즈 (조나단 리버스 <마이클 키튼>)
- 셀룰러 (변호사 <릭 호프만>) ※TV 아사히판
- 트리플 엑스 (잔더 케이지 <빈 디젤>) ※TV 아사히판
  - [[레지던트 이블 2 (영화)|바이오 하자드 II 아포칼립스]|] (카를로스 올리베이라 <오데드 펠>) ※후지TV 버전 (디럭스 에디션 BD 수록)
- 해리 포터와 불사조 기사단 (볼드모트 경 <레이프 파인즈>) ※극장 공개판 (소프트 수록)
- 디아블로 (포모나 조 <제프 코버>) ※TV 도쿄판
- 매트릭스 3: 레볼루션 (멜로빈지안 <랑베르 윌슨>, 주카) ※후지TV판

2008년
- 80데이즈 (픽스 경위 <유엔 브렘너>) ※TV 도쿄판
- 콘스탄틴 (발사르 <갸빈 로스데일>) ※TV 아사히판
- 척 앤 래리 이상한 위장결혼!? (타카 서장 <댄 에이크로이드>)
- 박스 (하만 <제임스 뒤몽(포르투갈어판)>)

2009년
- 식스틴 블록 (에디 벙커 <모스 데프>) ※TV 아사히판
- 애프터 썬셋 (스탠 로이드 <우디 할렐슨>) ※TV 도쿄판
- 헬보이 2: 골든 아미 (요한 클라우스 <존 알렉산더>)

2010년
- 어니스트 캠핑을 가다! (어니스트 P. 월렐 <짐 버니>) ※디즈니 XD 판
- 옐로 손수건프(브렛 핸슨 <윌리엄 하트>)
- 바이오하자드 III(카를로스 올리베이라 <오디드 페일>) ※TV 아사히판 (디럭스 에디션 BD 수록)
- 하무납트라 3 저주받은 황제의 성물 (조나단 카나한 <존 해너> [163]) ※후지TV판
- 해리포터와 죽음의 성물 PART1 (볼드모트 경 <레이프 파인즈>) ※극장 공개판 (소프트 수록)
- 빈 (Mr. 빈 <로원 앳킨슨>) ※ BD판
- M: i: III(오언 데이비언 <필립 시모어 호프만>) ※후지TV판
- 요정 파이터 (제리 <빌리 크리스탈>)

2011년
- 겟 스마트 (맥스웰 스마트 / 에이전트 86 <스티브 카렐> [164]) ※TV 아사히판
- 스머프 (내레이터스머프 <톰 케인>) ※ 극장 공개판 (소프트 수록)
- 벌칙 (사이먼 / 스탠리 <크리스핀 글로버>)
- 해리포터와 죽음의 성물 PART2 (볼드모트 경 <레이프 파인즈>) ※극장 공개판 (소프트 수록)

2012년
- 다크 나이트 (앤소니 가르시아 시장 <네스터 카보넬> [165]) ※TV 아사히판
- 머펫 대소동(포지, 분젠, 롤프, 볼레가드)

2013년
- 개구쟁이 스머프 2 아이돌 구출 대작전! (내레이터스머프 <톰 케인>) ※극장 공개판 (소프트 수록)
- 007 퀀텀 오브 솔러스 (도미니크 그린 <매튜 아말릭>) ※ 킹 레코드판

2014년
- 채플린의 여장(신사/노라 네트래시 <찰리 채플린>) ※스타 채널판
- 채플린의 좌석 구경 (페스트 씨/라우디 씨 <찰리 채플린>) ※스타 채널판
- 레지던트 이블 5: 최후의 심판 (토드 / 클론 카를로스 <오데드 펠> [166]) ※TV 아사히판 (디럭스 에디션 Blu-ray 수록)
- 배트맨 (알렉산더 녹스 <로버트 울>) ※TV 아사히 판의 WOWOW 추가 녹음 부분
- 만델라: 자유를 향한 머나먼 여정 (넬슨 만델라 <이드리스 엘바>)

2015년
- 쥬라기 월드 (미스터 DNA <목소리 : 콜린 트레볼로우>) ※극장 공개판 (소프트 수록)

2016년
- 스파이(세르지오 데 루카 <바비 카나베일>)

2017년
- 내 인생 최악의 학교 (켄 드와이트 교장 <앤드류 데일리>)
- 더 보이 넥스트 도어 (가렛 페터슨 <존 코벳>) ※ 온디맨드 전송판
- 쥬라기 월드 (사이먼 마슬라니 <일펀 칸> [167]) ※니혼TV판

2018년
- 쥬만지: 새로운 세계 (나이젤 빌링즐리 <리스 더비> [168])
- 마틴 / 저주받은 흡혈 소년 (아서 <톰 사비니> [169], 청취자 남자 4) ※BD판
- 찰스 디킨스의 비밀 서재 ~런던에 기적을 일으킨 남자~ (존 디킨스 <조나단 프라이스> [170] [171])

2019년
- 쥬만지: 넥스트 레벨 (나이젤 빌링즐리 <리스 더비> [172])

2020년
- 미녀 삼총사 3 (에드가 "보슬리" 디세이지 <자이먼 훈수>)

2021년
- 스페이스 잼: 새로운 시대 (실베스터[173])
- 머펫 헌티드 맨션(포지, 분젠, 롤프)